# Friedrich Keutgen
Friedrich Wilhelm Eduard Keutgen (Brema, 28 luglio 1861 – 30 settembre 1936) è stato uno storico tedesco presso l'Università di Amburgo, dopo la sua prima nomina di professore di storia medievale e moderna presso l'Università di Jena.

## Biografia
Nacque a Brema, studiò a Giessen, Gottinga e a Strasburgo. Fu docente presso l'Università Johns Hopkins nel 1904-1905.

## Opere
- Die Hansa und England im Vierzehnten Jahrhundert (1890)
- Untersuchungen über den Ursprung der deutschen Stadtverfassung (1895)
- Die Aufgabe der Genealogie (1899)
- Urkunden zur städtischen Verfassungsgeschichte (1901)
- Der Grosshandel im Mittelalter (1902)
- Ämter und Zünfte (1903)
- Handelsgeschichtliche Probleme (1904)
- Britische Reichsprobleme und der Krieg (1914)
- Entstehung des Britischen Weltreichs (1915)
- Das Britische Kolonialreich (1916)
- Der Deutsche Staat des Mittelalters (1918)